# Balta ruficeps
Balta ruficeps är en kackerlacksart som först beskrevs av Kirby, W. F. 1900.  Balta ruficeps ingår i släktet Balta och familjen småkackerlackor. Inga underarter finns listade.